# 吉松憲郎
吉松 憲郎（よしまつ のりお、1881年（明治14年）1月25日 - 没年不詳）は、朝鮮総督府官僚。

## 経歴
高知県出身。第一高等学校を経て、1906年（明治39年）、東京帝国大学法科大学法律学科（独法）を卒業。同年11月、文官高等試験行政科試験に合格し、1907年（明治40年）統監府財政監査庁に入り、書記官となった。その後朝鮮総督府道事務官となり、平安北道第二部長、慶尚北道第一部長、仁川府尹を歴任し、1921年（大正10年）から京城府尹を務めた。